# Uropsilus investigator
Uropsilus investigator is een zoogdier uit de familie van de mollen (Talpidae). De wetenschappelijke naam van de soort werd voor het eerst geldig gepubliceerd door Thomas in 1922.

## Voorkomen
De soort komt voor in China.